# Leonard (voornaam)
Leonard is een jongensnaam. De naam komt van het Latijnse leo, wat "leeuw" betekent, en het Oudhoogduitse harti "hard".

## Varianten
Leonhard, Leonardo, Leo, Leon, Lennard, Lennart, Lennaert, Lennert, Leenhart, Linnhart, Linards, Leendert. Als vrouwelijke vorm komt de naam Lena voor. De bijnaam van koning Richard Leeuwenhart betekent hetzelfde.

## Limousin
De Franse variant Léonard was een bijzonder populaire voornaam in de Franse streek Limousin. De heilige Leonardus zou als kluizenaar hebben geleefd in de 5e eeuw in de buurt van de gemeente Saint-Léonard-de-Noblat. De verering van deze heilige werd vanaf de 12e eeuw gepromoot door de bisschoppen van Limoges. In de 14e eeuw werd het een populaire voornaam in de streek en aan het begin van de 19e eeuw werd in de ruime omtrek van Saint-Léonard-de-Noblat in de departementen Haute-Vienne, Creuse en Corrèze een op acht jongens Léonard genoemd en in sommige gemeenten meer dan een op vier jongens.

## Enkele bekende naamdragers
- Leonard Bernstein, musicus
- Leonard Cohen, Canadees zanger
- Leonard Nimoy, Amerikaans acteur, bekend als Spock uit Star Trek
- Leonard Nolens, dichter

## Fictief figuur
- Leonard W. "Lennie" Briscoe, personage uit de Amerikaanse televisieserie Law & Order
- Leonard Hofstadter, personage uit de Amerikaanse televisieserie The Big Bang Theory
- Lenny Leonard, personage uit de Amerikaanse televisieserie The Simpsons
- Leonard McCoy, personage uit de Amerikaanse televisieserie Star Trek